# Ole Juul
För författaren med samma namn, se Ole Juul (författare).

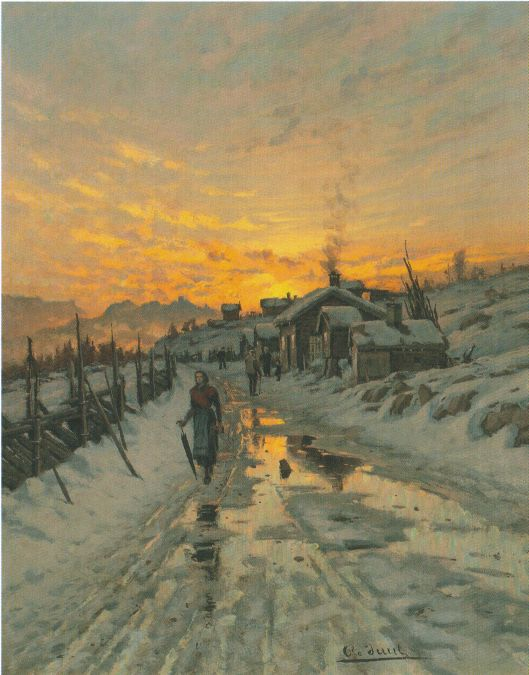
Kvinne på landevei

Ole Juul, född 5 augusti 1852 i Dypfjord, Norge, död 30 september 1927, var en norsk målare.

## Biografi
Ole Juul var elev till Anders Askevold i Bergen 1873–74 och studerade vid konstakademin i Düsseldorf från 1876 till 1882. Då han var färdig med sin examen 1882, var de ekonomiska förhållandena sådana att få konstnärer kunde livnära sig på sin konst i Norge. För många blev lösningen att bosätta sig utomlands. Ole Juul livnärde sig däremot som fotograf och bodde många år i Elverum. Trondheims konstförening var antagligen den viktigaste inkomstkällan. Från 1877 till 1898 utlottade föreningen målerier av Juul. 
Ole Juul fick slutligen sitt genombrott 1922, då han hunnit bli 70 år, genom en stor utställning hos Blomqvist konsthandel i Oslo. Tidningarnas konstkritiker var positiva till utställningen. Dagbladet skrev bl.a.: en maler av et betydelig talent. Ingen visste emellertid något om målaren Ole Juul. Man visste inte ens om han levde, men till slut blev han uppspårad på Ørland. Orsaken till att han slog sig ned där var att horisonten eller skymningen var hans favoritmotiv som målare. Solnedgång vid kusten var ett centralt motiv i Juuls arbete. Från Beian, Ørland hade han utsikt över de ständigt skiftande ljuskontraster som fanns där sjö och himmel möttes i Trondheimsfjorden och Grandevika.